# Fluxiderma concinnum
Fluxiderma concinnum is een buikharige uit de familie Chaetonotidae. Het dier komt uit het geslacht Fluxiderma. Fluxiderma concinnum werd in 1887 voor het eerst wetenschappelijk beschreven door Stokes. 